# Guaratinguetá Futebol
Guaratinguetá Futebol Ltda. war ein zwischen 1998 und 2017 existierender brasilianischer Fußballklub aus Guaratinguetá, São Paulo, der zeitweise an der Staatsmeisterschaft von São Paulo teilgenommen bzw. vier Spielzeiten in der zweitklassigen Campeonato Brasileiro de Futebol – Série B gespielt hat.

## Geschichte
Der Klub wurde im Oktober 1998 als Guaratinguetá Esporte Clube durch den Anwalt Mário Augusto Nunes, besser bekannt als Marinho, gegründet. Im folgenden Jahr stiegen Fußballprofis rund um César Sampaio und Rivaldo als Investoren ein, ehe der Klub im November 1999 der Federação Paulista de Futebol beitrat und fortan in der fünfthöchsten Spielklasse der Staatsmeisterschaft von São Paulo antrat. In den folgenden Jahren wechselte mehrfach die Eigentümerschaft, so 2004 vom Geschäftsmann Sony Alberto Douer von Sony Sports. In der Folge des Einstiegs erfolgte die Umbenennung in Guaratinguetá Futebol Ltda. Damit war Guaratinguetá der erste brasilianische Verein, der offiziell ein privates Sportunternehmen war. Der Klub stieg parallel dazu in der Ligapyramide nach oben auf.
Ende 2006 gelang der Aufstieg in die höchste Spielklasse innerhalb des brasilianische Bundesstaates. 2008 erreichte die Mannschaft die Play-off-Spiele, musste sich aber im Halbfinale AA Ponte Preta geschlagen geben. Bereits im folgenden Jahr stieg sie wieder in die zweithöchste Spielklasse des Bundesstaates ab. Ab 2010 spielte der Klub in der Série B. Ende 2010 beschlossen die Eigentümer den Umzug des Klubs nach Americana, wo die Mannschaft unter dem Namen Americana Futebol auflief. Aufgrund mangelnden Zuschauerzuspruchs kehrte der Klub jedoch nach nur einer Spielzeit wieder zurück und nahm den alten Namen an.
Am Ende der Série B 2013 stieg die Mannschaft aus der zweithöchsten brasilianischen Spielklasse ab und der Eigner bot seinen Klub zum Verkauf an. Der Klubgründer Marinho übernahm den Klub wieder. Im Februar 2017 zog sich der Klub aufgrund finanzieller Probleme vom Profisport zurück, so dass er sich in der Folge auflöste.

## Platzierungen
Copa do Brasil
- Copa do Brasil 2009: 2. Runde

Série B
- 2010: 15.
- 2011: 08.
- 2012: 16.
- 2013: 17.